# دبستان فرهنگ
دبستان فرهنگ  مربوط به دوره پهلوی است و در آبادان، خیابان ۱۰ احمدآباد، نرسیده به فلکه کارون واقع شده و این اثر در تاریخ ۱۷ اسفند ۱۳۸۱ با شمارهٔ ثبت ۷۹۴۲ به‌عنوان یکی از آثار ملی ایران به ثبت رسیده است.